# Groß Potrems
Koordinaten: 53° 59′ N, 12° 16′ O
Groß Potrems ist ein Ortsteil der Gemeinde Dummerstorf in Mecklenburg-Vorpommern (Deutschland).

## Geografische Lage
Der Ortsteil Groß Potrems liegt zwischen Dummerstorf und Laage nahe der Landesstraße 39. Das Dorf befindet sich zwischen Moorwiesen und Bruchwäldern. Früher war das Potremser Moor, das an der L 39 liegt, ein Torfabbaugebiet. Heute ist es bewaldet. Dieses Gebiet wurde unter Naturschutz gestellt.

## Geschichte
Der Ort wurde erstmals im Jahr 1373 erwähnt; damals noch unter dem Namen „Potremetze“. Der Name lässt sich mit dem altslawischen „tremu“ erklären und bedeutet so viel wie Haus, Turm oder Burg.
Am 1. Januar 1974 wurde Groß Potrems nach Prisannewitz eingemeindet, das am 7. Juni 2009 in der neu gebildeten Gemeinde Dummerstorf aufging.

## Gutshaus

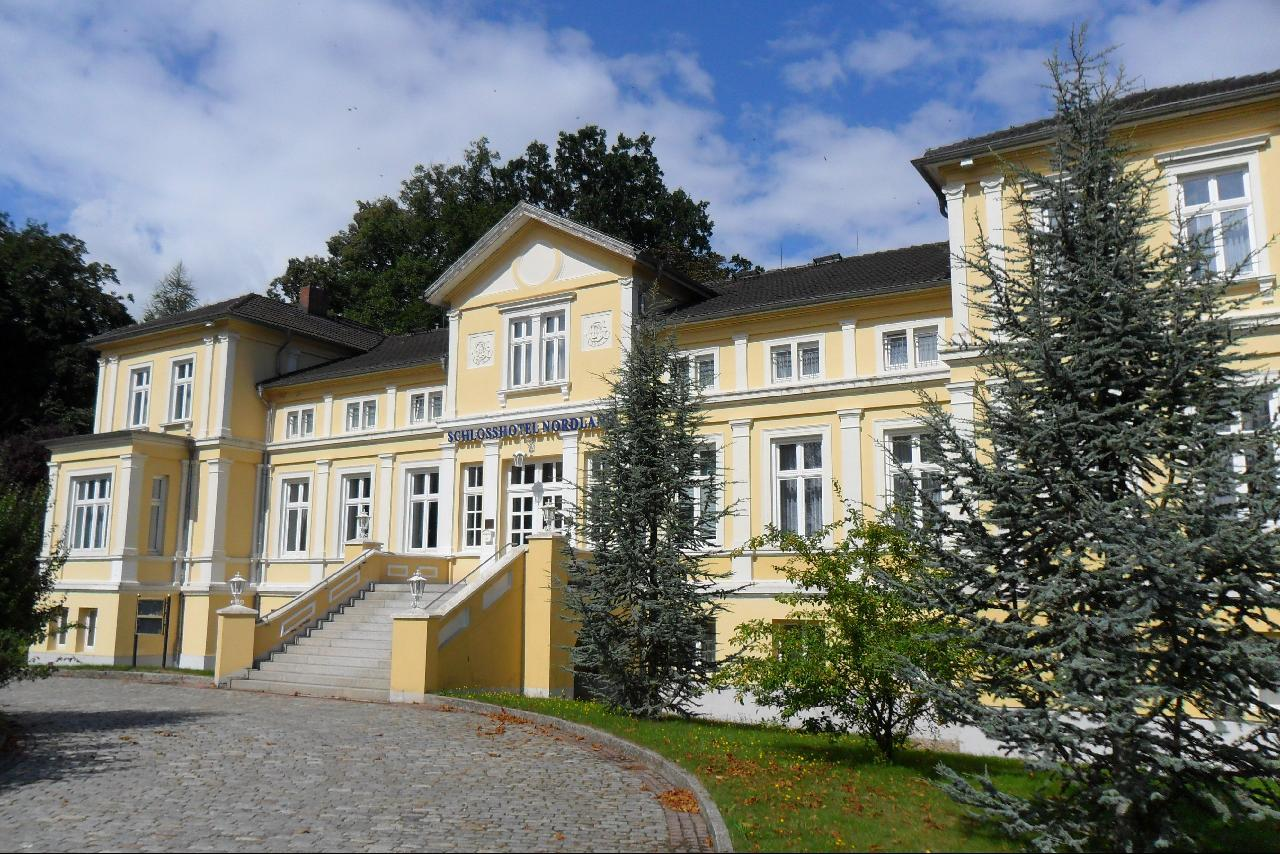
Gutshaus Groß Potrems („Schlosshotel Nordland“)

Im Jahr 1805 kaufte die Familie von Gadow Gut Groß Potrems, zunächst vertreten durch Friedrich August Wilhelm von Gadow. Er war seit 1815 Mitglied im Johanniterorden. Es folgte Friedrich von Gadow (1819–1886), Herr auf Hugoldsdorf, Neuhof, Rönkendorf, Drechow und Alt-Seehagen. Zum Gut Groß Potrems gehörte auch Gut Wendorf. Das ursprünglich aus der Mark Brandenburg ansässige Adelsgeschlecht bildete genealogisch eine eigene Familienlinie Groß Potrems heraus. Friedrich von Gadow-Groß Potrems war mit Auguste Rieß von Scheurnschloß verheiratet. Ihr Sohn Fritz sen. von Gadow (1847–1919) übernahm dann mit seiner Familie die Besitzungen um Groß Potrems. Kurz vor der großen Wirtschaftskrise, 1928, beinhaltete das alte Lehngut Groß Potrems samt Wendorf nach dem letztmals amtlich publizierten Güter-Adressbuch Mecklenburg einen Umfang von 822 ha. Zum Gut gehörte unter anderem eine große Schafsviehwirtschaft, der Waldbesitz fiel mit 165 ha groß aus. Der gleichnamige Sohn Fritz jun. von Gadow (1872–1946), liiert mit Elisabeth von Randow-Grammow, wurde der Nachfolger. Ihre älteste Tochter war mit Andreas von Flotow verheiratet. Zum nächsten Gutsbesitzer wurde, nach dem Tod des ersten Sohnes 1918, noch der zweite Sohn Hans von Gadow (1907–1977) vorbestimmt.
1945 wurde die Familie von Gadow im Zuge der Bodenreform enteignet. In der Zeit der DDR wurde das Gutshaus als Konsum genutzt und war eine Art dörfliches Zentrum. Im Jahr 1993 erwarb der Berliner Hotelier Erwin Opel das vom Zerfall bedrohte Herrenhaus, ließ es bis 1996 restaurieren und nutzte es fortan als Hotel. Als Opel im Jahr 2007 im Alter von 73 Jahren verstarb, ging das Schlosshotel Nordland in den Besitz seiner 25-jährigen polnischen Witwe über, die es nach 2009 verkaufte. Nach wie vor befindet sich im Park der Gutsanlage der Friedhof der Familie von Gadow.
Am 10. Juli 2017 zerstörte ein Feuer den Dachstuhl des zu diesem Zeitpunkt leerstehenden Gebäudes. Seit August 2018 hat das Schloss einen neuen Besitzer.
Der neue Besitzer – ein Rostocker Unternehmen – hat das Schloss inklusive der beiden Seitengebäude (bekannt als „Langes Haus“ und „Remise“) zwischenzeitlich wiederhergestellt und die Anlage wird seither als Standort für medizinische Kälte- und Sauerstofftherapie sowie als Garni-Hotel genutzt.